# Pasiphila humilis
Pasiphila humilis är en fjärilsart som först beskrevs av Alfred Philpott 1917b.  Pasiphila humilis ingår i släktet Pasiphila och familjen mätare. Inga underarter finns listade i Catalogue of Life.